# Wild Eyes
WILD EYES – jedenasty singel japońskiej piosenkarki Nany Mizuki, wydany 15 maja 2005. Singel osiągnął 13 pozycję w rankingu Oricon, sprzedał się w nakładzie 20 997 egzemplarzy.
Utwory WILD EYES i Hime Murasaki zostały wykorzystane jako endingi w anime Basilisk, a utwory 76th Star oraz Suki! zostały użyte jako opening i ending do CD dramy Itazura na Kiss.

## Lista utworów
| Nr | Tytuł                               | Słowa               | Kompozycja    | Aranżacja     | Czas |
| -- | ----------------------------------- | ------------------- | ------------- | ------------- | ---- |
| 1. | "WILD EYES"                         | Nana Mizuki         | Junpei Fujita | Junpei Fujita | 4:11 |
| 2. | "Hime Murasaki" (jap. ヒメムラサキ) | Nana Mizuki         | Junpei Fujita | Junpei Fujita | 5:02 |
| 3. | "76th Star"                         | Nokko, Sawa Chihiro | Akio Dobashi  | Kōta Igarashi | 4:10 |
| 4. | "Suki!" (jap. 「好き！」)           | Nana Mizuki         | Kōta Igarashi | Kōta Igarashi | 4:24 |